# Base aérea de Collique
La Base aérea de Collique o más conocido como Aeroclub de Collique era un aeropuerto ubicado en el distrito de Comas, en la ciudad de Lima, capital del Perú. Fue la sede de la Escuela de Aviación Civil del Perú, donde se instruía a los futuros pilotos civiles peruanos y también solían entrenarse esporádicamente, pilotos militares.
El Aeroclub de Collique contaba con una pista de 997 m. y era utilizado por avionetas y aviones menores de instrucción. Además contaba también con instalaciones de entrenamiento, simulador de vuelo, zonas de esparcimiento, aulas de instrucción y otros.
Fue en la terraza del Aeroclub donde se llevó a cabo el duelo a sable entre Fernando Belaúnde Terry y el diputado pradista Eduardo Watson Cisneros, el 17 de enero de 1957.
En 2009, fue vendido para ser transformado en una zona residencial.
Actualmente, parte del terreno son condominios, parques y zonas comerciales